# Liolaemus aparicioi
Espèce
Statut de conservation UICN

 CR B1ab(i,iii) : 
En danger critique
Liolaemus aparicioi est une espèce de sauriens de la famille des Liolaemidae.

## Répartition
Cette espèce est endémique du département de La Paz en Bolivie. Elle se rencontre entre 3 000 et 3 900 m d'altitude.

## Étymologie
Cette espèce est nommée en l'honneur de James Aparicio.

## Publication originale
- Ocampo, Aguilar-Kirigin & Quinteros, 2012 : A New Species of Liolaemus (Iguania: Liolaemidae) of the Alticolor Group from La Paz, Bolivia. Herpetologica, vol. 68, no 3, p. 410-417.